# Nicole Bracht-Bendt

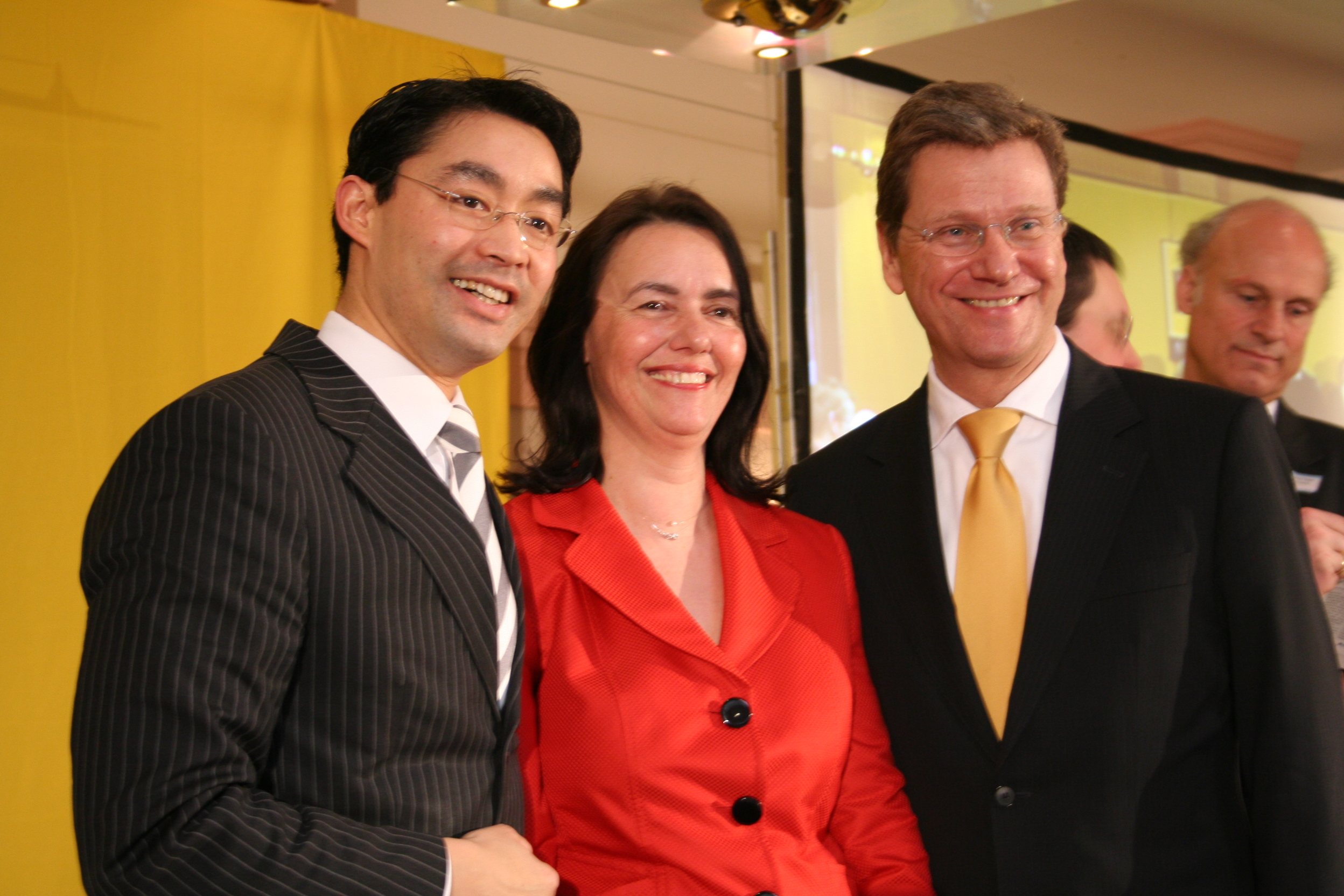
Nicole Bracht-Bendt mit Philipp Rösler und Guido Westerwelle (2009)

Nicole Bracht-Bendt (* 27. April 1959 in Burgwedel) ist eine deutsche Politikerin (FDP). Sie war von 2009 bis 2013 Mitglied des Deutschen Bundestages.

## Partei
Nicole Bracht-Bendt ist Mitglied im FDP-Kreisvorstand Harburg Land, seit 2008 zusätzlich im Landesvorstand der niedersächsischen FDP, in den Landesfachausschüssen Schul- und Umweltpolitik und im FDP-Bezirksvorstand und seit April 2013 Vorsitzende der Liberale Senioren Niedersachsen. Im Oktober 2013 wurde sie in Düsseldorf nach einer Stichwahl zur stellvertretenden Bundesvorsitzenden der Liberalen Senioren gewählt. Sie gehört den sogenannten „Eurorebellen“ innerhalb der liberalen Fraktion an. Die Niedersächsin ist Mitbegründerin der „Liberalen Handwerker“. Sie gehört der klassisch-liberalen Strömung „Liberaler Aufbruch“ an und ist dort Referentin.

## Politische Ämter

### Kommunalpolitik
Von 1996 bis 2000 gehörte sie dem Gemeinderat von Kakenstorf (Samtgemeinde Tostedt) sowie als hinzugewähltes Mitglied dem Sozialausschuss des Samtgemeinderates an. Seit 2001 ist sie Mitglied des Stadtrats von Buchholz in der Nordheide, dem Ortsrat in Trelde und seit 2006 stellvertretende Ortsbürgermeisterin von Trelde. Sie vertritt die Liberalen im Stadtrat in dem Ausschuss für Schule, Kinder, Jugend, Familie und Senioren, Ausschuss für Wirtschaft und Soziales und im Betriebsausschuss.
Seit 2011 sitzt sie im Kreistag für die FDP. Sie vertritt die FDP im Ausschuss für Ordnung und Feuerschutz und im Sozialausschuss. Im Jugendhilfeausschuss und im Ausschuss "Kreisvolkshochschule-Beirat ist sie daneben stellvertretendes Mitglied. Sie ist zudem Mitglied im Aufsichtsrat der Krankenhaus Buchholz und Winsen gGmbH.
Die Niedersächsin trat bei der Landtagswahl 2008 als Direktkandidatin im Landtagswahlkreis Buchholz an. Dabei erreichte sie mit 7,6 % der Erststimmen den vierten Platz hinter den Kandidaten der Grünen, der SPD und der CDU.

### Bundespolitik
Von der FDP wurde sie für die Bundestagswahl 2009 als Direktkandidatin für den Bundestagswahlkreis Harburg aufgestellt. Hier erhielt Bracht-Bendt 10,8 % der Erststimmen und lag mit diesem Ergebnis hinter dem derzeitigen parlamentarischen Geschäftsführer der CDU-Bundestagsfraktion Michael Grosse-Brömer und der ehemaligen Umweltministerin von Niedersachsen Monika Griefahn von der SPD. Über den 6. Platz der Landesliste der FDP Niedersachsen zog sie 2009 dennoch in den Bundestag ein.
Vertreten war sie ferner im Sportausschuss und in der Kinderkommission des Bundestags, wo ihr Schwerpunkt u. a. die Trauerbewältigung von Scheidungskindern und Freizeitangebote für Jugendliche war. Die Trelderin war Mitglied in den Arbeitskreisen II (Wirtschaft und Finanzen) und im Arbeitskreis VI (Innovation, Gesellschaft und Kultur) der FDP-Bundestagsfraktion. Sie war außerdem stellvertretendes Mitglied im Finanzausschuss und im Ausschuss für Tourismus. Im Übrigen war sie Frauen- und Seniorensprecherin der FDP-Bundestagsfraktion und Obfrau im Ausschuss für Familie, Senioren, Frauen und Jugend.
Im Bundestag sprach sie sich teilweise gegen die Eurorettungsmaßnahmen aus: Bracht-Bendt stimmte zwar dem Währungsunion-Finanzstabilitäts-Gesetz, dem Stabilisierungs-Mechanismus (2010) und der Erweiterung des Eurorettungsschirms (2011) zu, nicht jedoch den späteren Maßnahmen.
Im Sportausschuss sprach sie sich für Gleichbehandlung von Dopingfällen in West- und Ostdeutschland aus. Ein weiteres Anliegen ist der Niedersächsin gleiche Bezahlung für Frauen und Männer. Besonders in den oberen Etagen seien die Gehaltsunterschiede ihrer Auffassung nach besonders groß. Eine gesetzliche Frauenquote lehnt sie als unverhältnismäßig ab. Unternehmen mit einer freiwilligen Frauenquote unterstützt sie. Ein Anliegen ist Nicole Bracht-Bendt altersgerechtes Wohnen. Bei Bau und Sanierungsprojekten solle verstärkt auf einen barrierefreien Zugang geachtet werden. Die Vereinbarkeit von Beruf und die Pflege von Verwandten sei wichtig.
Nicole Bracht-Bendt war bis 2013 Mitglied in der Parlamentariergruppe Leben und Krebs als Ansprechpartnerin für Fachleute und Selbsthilfegruppen.
Durch das Scheitern ihrer Partei an der Fünf-Prozent-Hürde bei der Bundestagswahl 2013 schied sie im Oktober 2013 aus dem Bundestag aus. Zwar versuchte Bracht-Bendt, mit einem sehr aufwändig geführten Wahlkampf in ihrem Wahlkreis das Direktmandat zu erlangen. Sie scheiterte jedoch weit abgeschlagen mit nur 3,4 % der abgegebenen Stimmen und lag damit noch hinter den ebenfalls gescheiterten Kandidaten der Linken und der AfD. In Niedersachsen erreichte sie trotz des großen Stimmenverlustes das beste Erststimmenergebnis der FDP. Im bundesweiten Vergleich erzielte sie eines der besten FDP-Erststimmenergebnisse.

## Gesellschaftliches Engagement
Nicole Bracht-Bendt hat die Schirmherrschaft des Qualitätssiegels Kinder- und Jugendhospize inne. Außerdem sitzt Nicole Bracht-Bendt im Heimbeirat eines Pflegeheimes. Sie ist Mitglied der Jury Bürgerpreis. Die Buchholzerin absolviert jährlich im Sommer ein freiwilliges soziales Praktikum. Sie ist darüber hinaus im Landfrauenverein Vierdörfer aktiv und kümmert sich außerdem nach ihren eigenen Angaben um demenzerkrankte Menschen. Die Niedersächsin hat 2011 für den „Deutsche Säge- und Holzindustrie Bundesverband“ die Preisübergabe für einen Sonderpreis auf der LIGNA in Hannover durchgeführt.

## Privates
Nicole Bracht-Bendt ist gelernte Tischlerin. Sie ist verheiratet und hat zwei Söhne. Vor ihren Einzug in den Bundestag arbeitete sie als Betreuerin der Lebenshilfe Lüneburg.